# Digestión microbiana
La digestión microbiana es un proceso que consiste en la utilización de microorganismos que extraen ciertos componentes que no son de interés, tanto en animales, como en extracción de productos y recursos de uso humano, dejando como producto un compuesto que es útil para los rumiantes o para el humano.

## Origen
Este proceso se inicia con los rumiantes (bovinos, ovinos, caprinos y cérvidos), y en el aprovechamiento productivo que requieren los productores ganaderos, este beneficio que se quiere extraer depende principalmente de la capacidad de obtener los nutrientes necesarios producto de la digestión microbiana de la pared celular vegetal, que se efectúa principalmente en el rumen, que es la primera de las cuatro cavidades que conforman el estómago de los rumiantes. 
La digestión microbiana de los polisacáridos estructurales, que componen el forraje, es llevada a cabo en dos etapas: primero que todo, llegan los sustratos al rumen y posteriormente los microorganismos se adhieren a dichas estructuras vegetales, en segundo lugar, las enzimas actúan sobre estos sustratos para finalmente degradarlos. La dimensión de esta serie de procesos depende de varios factores, entre los que se encuentran: el tipo y conformación de la pared celular vegetal, las propiedades de la población microbiana que efectúa estos procesos, y las condiciones del ambiente que exista en el rumen para ayudar o impedir dichos procesos. En resumen, la digestión microbiana en rumiantes se refiere a la incorporación de nutrientes del medio a la célula y posterior metabolismo en sustancias que ellos necesiten.

## Aplicaciones
Una vez que fue descubierta, la digestión microbiana se estudió para finalmente aplicarla  en diversos procesos efectuados por el hombre, como por ejemplo en el tratamiento de aguas grises, en la producción de biogás a través de la biomasa y en la biolixiviación del cobre. Además existen procesos que son similares a la digestión microbiana, que siguen la misma estrategia, como por ejemplo la incorporación de lactasa a la leche, procedimiento que se realiza para la intolerancia a la lactosa.

### Tratamiento de aguas grises

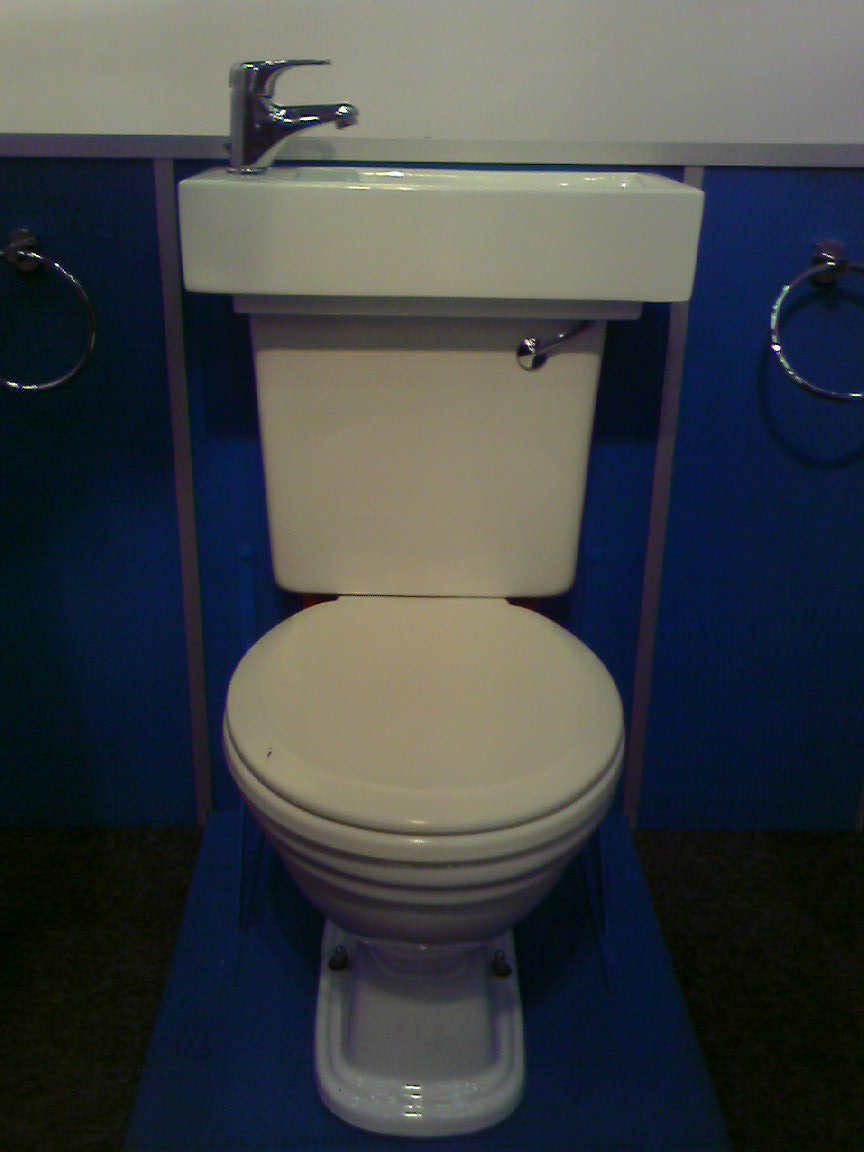
Utilización de las aguas grises en el inodoro

La purificación de las aguas grises es un procedimiento relativamente sencillo, consiste en aprovechar que en el suelo existen microorganismos que degradan la materia orgánica que se encuentra contenida en el agua proveniente de los hogares, y que las plantas necesitan nutrientes y agua para su crecimiento. Por lo que, el uso de las aguas grises, más que ser un peligro, es en verdad un recurso que puede ser aprovechado si se utiliza en el medio adecuado.
Los materiales como el tezontle o la arena son muy efectivos en la purificación de las aguas grises, debido a su porosidad y a que permiten que estos microorganismos se adhieran a su superficie. Además existen algunas plantas que pueden tolerar con mayor facilidad un medio saturado, que se encuentra en permanente contacto y presencia de agua. Estas plantas se conocen como plantas de pantano y juegan un rol realmente importante en el proceso del tratamiento.
Existe un tipo de tratamiento que puede ser implementado en cualquier hogar, y de una manera muy fácil. Son los denominados “filtros jardinería”, que consisten en una trampa que retiene las grasas provenientes en su mayoría de la cocina. Luego, esta agua pretratada se dirige hacia una jardinera impermeable, en ella se siembran plantas de pantano, las que se nutren y alimentan de los detergentes y de la materia orgánica, posteriormente evaporan el agua y de esta forma la purifican, con lo que se puede rescatar hasta un 70% del agua, que a su vez puede ser usada para irrigación. También existe el sistema de “acolchado”, que consiste en direccionar el agua gris hacia zanjas rellenas de un acolchado, conformado generalmente por corteza de árbol triturada, hojas o paja, que realizan el tratamiento de las aguas y además aumentan la riqueza del suelo al realizar un proceso de compostaje.

### Producción de biogás
La digestión anaeróbica favorece la degradación de la parte orgánica biodegradable que se encuentra en los residuos sólidos urbanos, para transformarla en biogás]], con un alto contenido de metano que puede ser aprovechado para energía y en un residuo final estabilizado, que tiene un gran poder destructor de microorganismos patógenos, que reúne las condiciones para poder ser utilizado como mejorador del suelo. Es por esto que la digestión anaeróbica genera un equilibrio energético positivo que posibilita la prevención de la contaminación, así como también la recuperación sostenible de la energía. 

### Biolixiviación del cobre

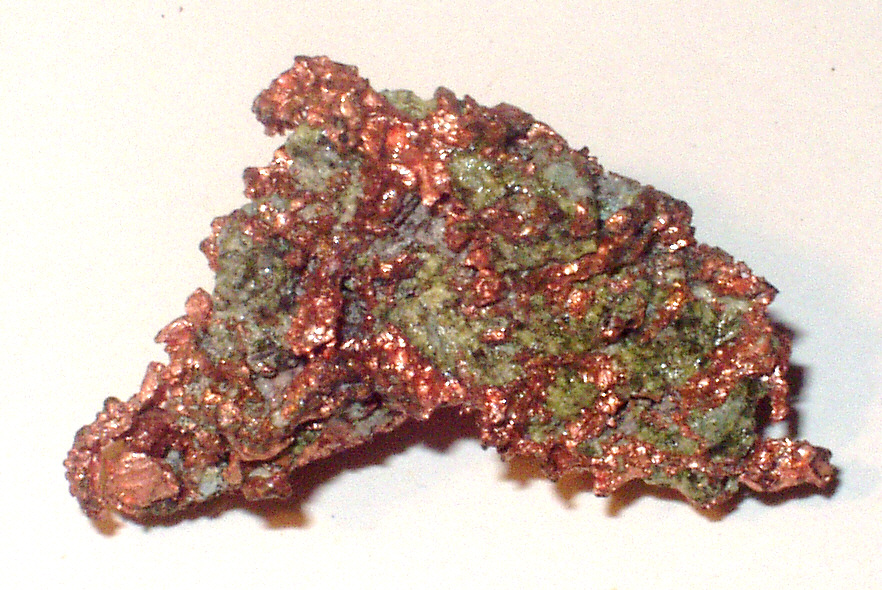
Cobre en su estado natural.

Consiste en la lixiviación de metales a través de la incorporación de las bacterias Wenelen (“iluminada” en Mapuche) y Licanantay (“atacameña” en Kunza). Es un proceso natural de disolución, mediante las bacterias antes mencionadas, estas tienen la habilidad de oxidar los metales que se encuentran sulfurados, para permitir la liberación de la parte metálica que está contenida en ellos. La biolixiviación es una tecnología que permite extraer un metal de alto valor como puede ser el uranio, zinc, níquel o cobalto, que se encuentran presentes en la mina al momento de extraer el cobre. El resultado o producto de la biolixiviación es una solución ácida que contiene el metal en su forma soluble.
Los microorganismos utilizados en la biolixiviación obtienen su energía de la oxidación de compuestos inorgánicos, como piedras o metales. Son organismos que viven en condiciones extremas, como en este caso pH ácido y grandes concentraciones de metales.
Así como los seres humanos oxidamos la glucosa para obtener energía de ella y a partir de esta fabricar los componentes celulares, estas bacterias quimiolitoautotróficas usan la oxidación de compuestos inorgánicos para producir todos los componentes de la célula. Este metabolismo es el que se aprovecha para solubilizar cobre.
Estas bacterias se nutren en su mayor parte por dos impurezas que se deben extraer del mineral para producir cobre, el azufre y el fierro. El primero puede ser oxidado y convertido en ácido sulfúrico por las bacterias, y el segundo es precipitado sobre el mineral de descarte, lo que permite una disolución más barata y simple.
Dichos microorganismos disuelven las rocas o minerales y los solubilizan, por eso este proceso se denomina biolixiviación o lixiviación biológica. El sulfuro de cobre CuS puede ser convertido en una forma soluble de cobre. A través de la oxidación las bacterias extraen los electrones y disuelven el CuS, que es sólido, para obtener una solución de sulfato de cobre CuSO4 de la que se puede recuperar el cobre como metal.